# Gregor Orologas

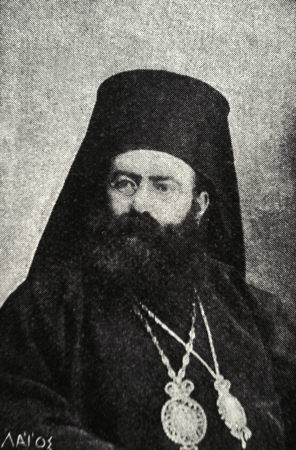
Gregor von Kydonies

Gregor Orologas (griechisch Γρηγόριος Ωρολογάς Gregorios Orologas; * 1864 in Manisa, Osmanisches Reich; † 3. Oktober 1922 in Altınova), als Heiliger der griechisch-orthodoxen Kirche kanonisiert als Gregor von Kydonies (Γρηγόρος Κυδωνιών) war ein orthodoxer Metropolit im Osmanischen Reich des frühen 20. Jahrhunderts. Er war ursprünglich Metropolit von Strumiza in der Region Makedonien (1902–1908) und dann von Kydonies (türkisch Ayvalık) im Westen Kleinasiens (1908–1922). Er wurde im Zuge der Griechenverfolgungen am Ende des Griechisch-Türkischen Krieges (1919–1922) hingerichtet.
Er wurde am 4. November 1992 durch die Kirche von Griechenland heiliggesprochen, ihm wird von der griechisch-orthodoxen Kirche als Ethno-Hieromärtyrer (Ἐθνοϊερομάρτυρας) gedacht. Sein Festtag wird jährlich am Sonntag vor Kreuzerhöhung begangen (7. bis 13. September).

## Frühe Jahre
Gregor wurde 1864 in der osmanischen Stadt Manisa (Magnesia) geboren. Sein bürgerlicher Name war Anastasios Saatsoglou. Saatsoglou ist die griechische Umschrift des türkischen Wortes saatçıoğlu (Uhrmacherssohn) vom väterlichen Beruf abgeleitetes Patronymikon. Der später gebrauchte Namen Orologas ist wiederum die griechische Entsprechung des türkischen Saatçıoğlu.  Er wurde 1882 durch die Unterstützung des Metropoliten von Ephesos, Agathangelo, in das Seminar von Chalki (Heybeliada bei Istanbul) aufgenommen, an dem er 1889 seine Studien abschloss. Er galt als herausragender Student und schrieb seine Dissertation. Er wurde zum Diakon, dann zum Priester geweiht und nahm als Geistlicher den Namen Gregorios an.
Nach seiner Graduierung diente er in verschiedenen Diözesen, darunter Thessaloniki, Serres und Drama. Anfänglich wirkte er als Diakon und Religionslehrer, später als Archimandrit, Protosyngellos und Prediger. Er zählte zu den ersten Predigern, welche die griechische Volkssprache in seinen Predigten verwendeten.

## Metropolit von Strumiza
Am 12. Oktober 1902 wurde er zum Metropoliten der wichtigen Metropolis von Strumiza in der Region Makedonien ernannt. Er hatte hier nicht nur mit Unterdrückung durch die Türken, sondern auch mit Gegnerschaft des Bulgarischen Revolutionskomitees zu kämpfen, dessen Mitglieder 1905 mehrmals Attentate auf ihn verübten.

## Metropolit von Kydonies
Metropolit Gregor blieb bis 1908 im Amt, als der Ökumenische Patriarch ihn auf Druck der osmanischen Regierung am 22. Juli 1908 in die neu geschaffene Diözese von Kydonies an der Westküste Kleinasiens transferierte. In den ersten Amtsjahren unterstützte er den Ausbau der Bildungs- und karitativen Einrichtungen in der Region. Währenddessen wurden mehrere patriotische Demonstrationen der griechisch-orthodoxen Einwohner als Bedrohung für die Stabilität der osmanischen Herrschaft betrachtet, weshalb von Juli bis August 1909 das Kriegsrecht in der Stadt ausgerufen wurde. Viele griechische Einwohner wurden verfolgt und ins Gefängnis geworfen. Metropolit Gregor versuchte, mit den osmanischen Behörden zu verhandeln. Allerdings wurden viele Griechen weiter im Gefängnis von Bodrum eingekerkert, auch nachdem das Kriegsrecht nach einem Monat aufgehoben wurde. Als Ergebnis seines Protestes gegen die osmanischen Behörden erreichte es Gregor, dass mehrere Gefangene freigelassen wurden.
Trotzdem wurde er während des Ersten Weltkriegs des angeblichen Hochverrats bezichtigt und zweimal vor einem Militärtribunal in Smyrna angeklagt. Obwohl er für unschuldig befunden wurde, wurde er im September 1917 inhaftiert. Er wurde erst nach der Kapitulation des Osmanischen Reiches am 16. Oktober 1918 freigelassen und kehrte nach Ayvalik zurück. Gregor versuchte, den Einheimischen zu helfen, die unter der osmanischen Politik litten.

## Initiativen während des Griechisch-Türkischen Krieges
Im Mai 1919 besetzte die Griechische Armee die Region und Ayvalik wurde Teil der Besatzungszone von Izmir. Metropolit Gregor blieb in Ayvalik, obwohl er mehrmals in Konflikt mit dem griechischen Hochkommissar von Smyrna, Aristeidis Stergiadis, geriet.
Im August 1922 mussten sich die griechischen Einheiten aufgrund der Entwicklungen im Griechisch-Türkischen Krieg aus dem Gebiet zurückziehen. Bevor die türkische Armee Ayvalik erreichte, rief Gregor einen Ortsrat (dimogerontia) zusammen und schlug eine Sofortmaßnahme vor, um die Evakuierung des Gebiets zu erleichtern.
Am 29. August 1922 marschierten die ersten türkischen Truppen in Ayvalik ein, es wurde das Kriegsrecht ausgerufen, und in den folgenden Tagen wurden alle männlichen Erwachsenen festgenommen.
Gregor erreichte in Verhandlungen einen Teilabzug der Zivilbevölkerung nach Griechenland. Trotzdem wurde er am 30. September zusammen mit dem Rest der örtlichen Kleriker verhaftet. Am 3. Oktober wurden sie hingerichtet. Gemäß Augenzeugenberichten starb er an einem Herzinfarkt, als die türkischen Truppen ihn lebendig begraben wollten.